# (7232) Nabokov
(7232) Nabokov est un astéroïde de la ceinture principale.

## Description
(7232) Nabokov est un astéroïde de la ceinture principale. Il fut découvert le 20 octobre 1985 à l'observatoire Kleť par Antonín Mrkos qui l'a nommé ainsi en hommage à l'écrivain Vladimir Nabokov. Il présente une orbite caractérisée par un demi-grand axe de 2,35 UA, une excentricité de 0,18 et une inclinaison de 4,5° par rapport à l'écliptique.

## Compléments